# Aradus linsleyi
Aradus linsleyi är en insektsart som beskrevs av Robert L. Usinger 1936. Aradus linsleyi ingår i släktet Aradus och familjen barkskinnbaggar. Inga underarter finns listade i Catalogue of Life.